# Ortheziolacoccus multisetosus
Ortheziolacoccus multisetosus är en insektsart som beskrevs av Ferenc Kozár och Konczné Benedicty in Kozár 2004. Ortheziolacoccus multisetosus ingår i släktet Ortheziolacoccus och familjen vaxsköldlöss.
Artens utbredningsområde är Gabon. Inga underarter finns listade i Catalogue of Life.